# Pescador

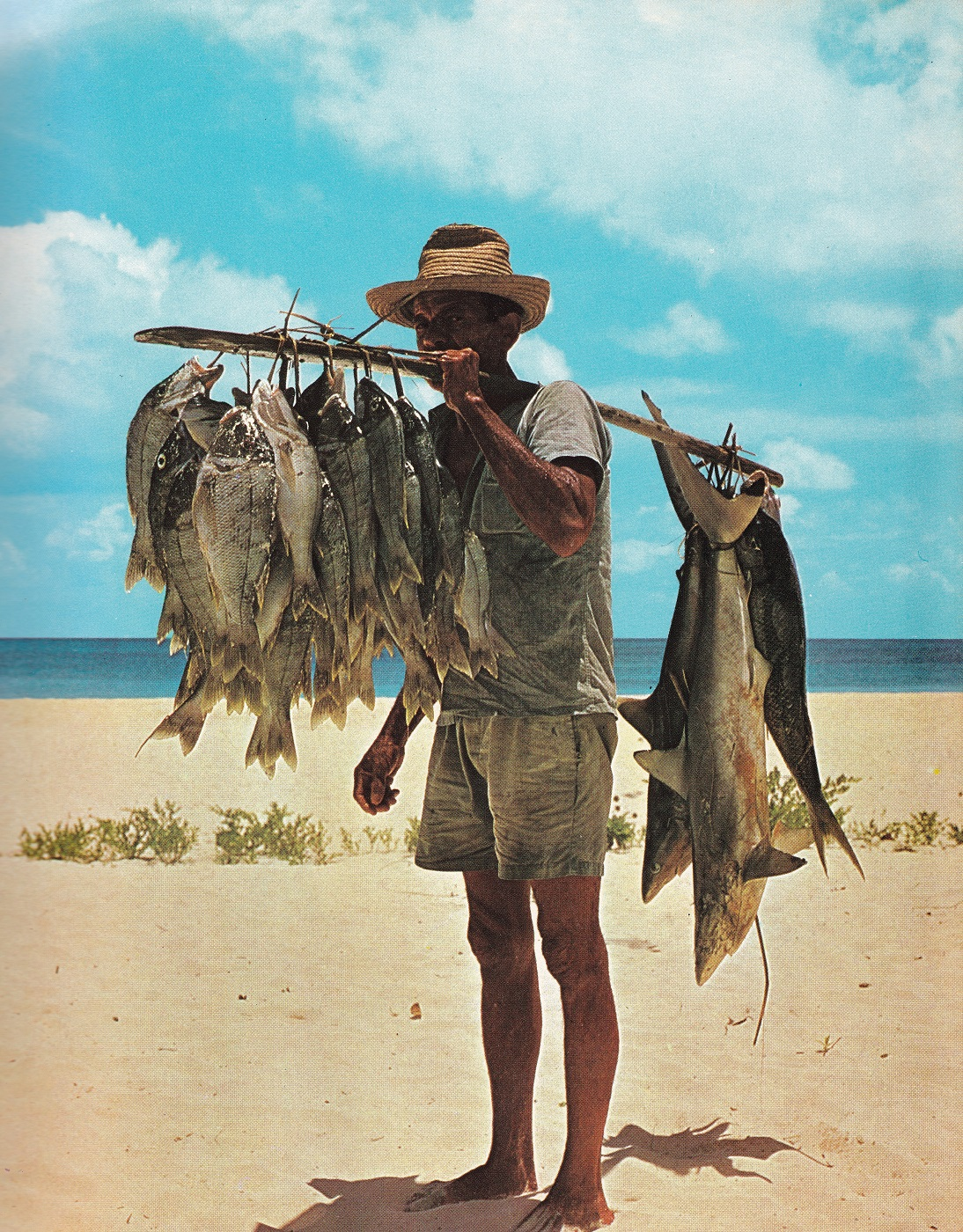
Pescador en Seychelles.

Un pescador es la persona que vive de las capturas de peces y otros animales acuáticos (pesca), ya que captura cantidad suficiente para alimentarse y vender el excedente. Perteneciente al sector primario, es una profesión que ha existido desde la prehistoria en varias modalidades, básicamente pesca desde costa o en barco. Se calcula que en el mundo hay más de 30 millones de personas con este oficio, más que todo en Asia, especialmente en China. Los técnicos de la piscicultura también se consideran pescadores. El pescador también puede ser una metáfora para referirse a Jesucristo.